# Schmiebach
Die Schmie oder der Schmiebach ist ein 12 km langer linker Zufluss der unteren Enz im östlichen Enzkreis in Baden-Württemberg. Er entspringt südwestlich des Ortes Schmie und mündet westlich von Vaihingen in die Enz. Das Einzugsgebiet umfasst 47,4 km².

## Name
Erstmals wurde die Bezeichnung „smegowe“ (Schmiegau) 788 schriftlich erwähnt. Der Ort Schmie wurde, entgegen einer weitverbreiteten Meinung, nach dem Bach benannt. Heute ist der Begriff „Schmiebach“ zur Unterscheidung vom Ort umgangssprachlich üblicher. In offiziellen Schriften wird dagegen die Bezeichnung „Schmie“ verwendet.
In den historischen Lienzinger Lagerbüchern wird der Bach hingegen als Sprunbach (1511), Sprienbach (1551) oder Strienbach (1771) bezeichnet. Noch heute heißt eine Flur am Oberlauf „Striembach“. Weitere Bezeichnungen waren Steinbach, Dauerwiesenbach (Kiesersche Forstkarte) und Illinger Bach (Forstlagerbuch).
Der Sprachwissenschaftler Albrecht Greule leitet den Namen vom germanischen Verbstamm *smeuh- „kriechen, schmiegen, gleiten“ ab.

## Geographie

### Verlauf

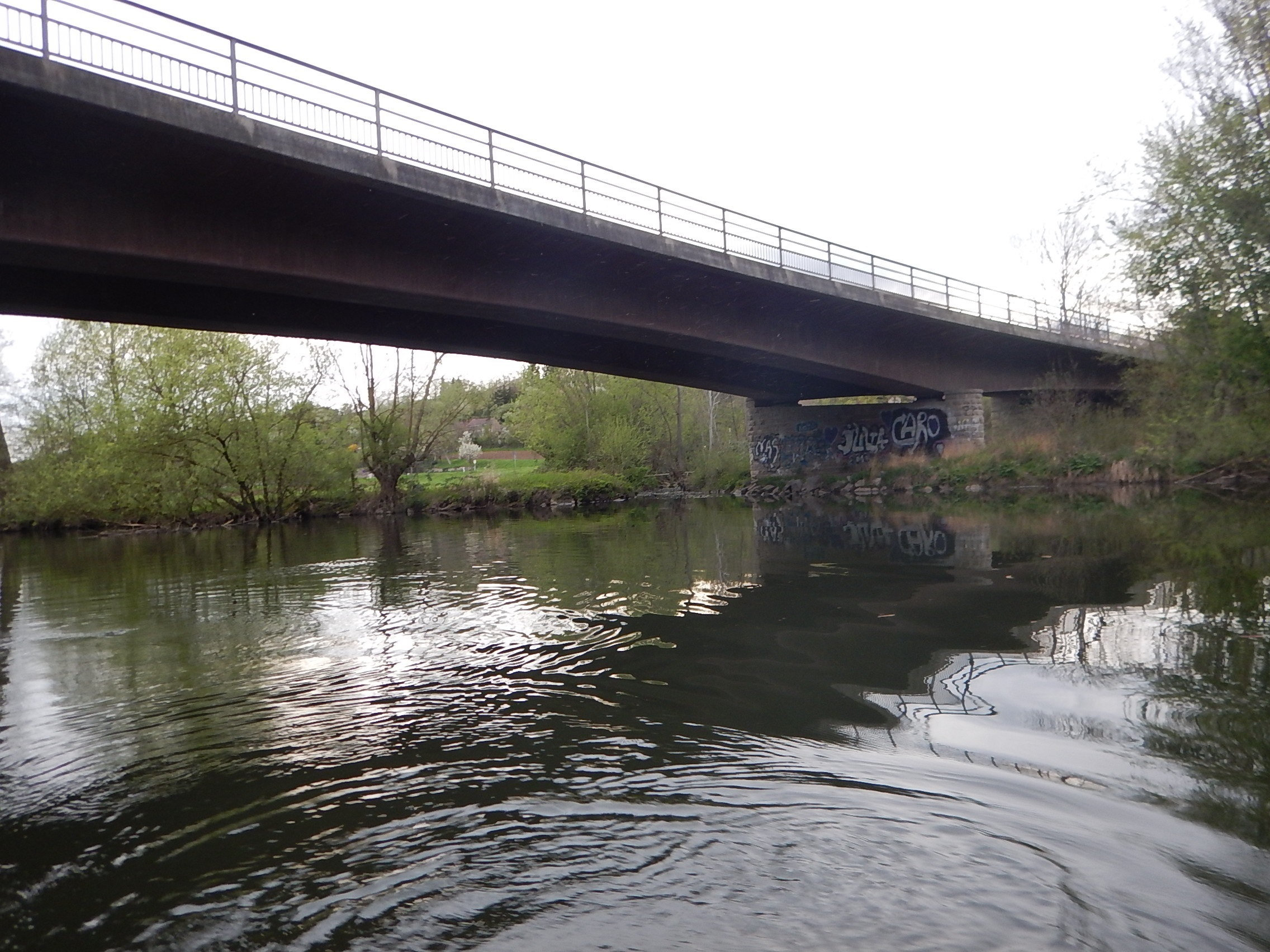
Mündung der Schmie in die Enz bei der B10 Brücke Vaihingen Seemühle

Das Schmietal ist neben denen von Metter und Kirbach das südlichste der drei großen Täler, die den Stromberg gliedern.
Die Schmie entspringt auf 275 m Höhe nahe dem gleichnamigen Ort. Der Schmiebach fließt durchweg in südöstlicher Richtung. Der Oberlauf kann zu Trockenzeiten fast vollständig versiegen. Der Fluss ist fast überall von Bäumen gesäumt. Auf seinem Weg passiert der Schmiebach zunächst das in geringerem  Abstand links über der Talmulde liegende Schmie, durchfließt die Orte Lienzingen (nach etwa 1,5 km) und Illingen (nach rund 7 km). Seinem Verlauf folgen die B 35 und die B 10. Auf einer Höhe von 202 m mündet die Schmie zwischen der Seemühle im Stadtteil Roßwag am rechten Ufer und dem zentralen Stadtteil von Vaihingen an der Enz von links in die Enz.

### Zuflüsse
Die Schmie hat fünf linke und vier rechte Zuflüsse von einiger Bedeutung. Der sie erst nahe der Mündung erreichende Glattbach ist mit seiner Länge von 8 km und seinem Teileinzugsgebiet von 14,7 km² der bei weitem größte.
Tabelle der Zuflüsse von der Quelle zur Mündung. Stationierung, Gewässerlänge, Einzugsgebiet und Höhe nach den entsprechenden Layern auf der Onlinekarte der LUBW. Einzugsgebietsangaben mit ca. sind abgemessen. Andere Quellen für die Angaben sind vermerkt. Gewässerkennzahl (GKZ) mit eingefügtem Trenner.
| Name oder Bezeichnung                  | von    | Stat. | Mündungsort                | Mündungshöhe m ü. NHN | Länge in km | EZG in km² | GKZ        |
| (Zufluss aus dem Wannenwald)           | rechts | 9,2   | Lienzingen vor dem Dorf    | 250                   | 1,6         | ca. 01,1   | 238456-112 |
| Scherbentalbach                        | links  | 8,4   | Lienzingen Dorfmitte       | 245                   | 2,6         | ca. 04,4   | 238456-12  |
| (Zufluss aus dem Schelmenwald)         | rechts | 7,1   | Lienzingen nach Kläranlage | 238                   | 2,6         | ca. 01,5   | 238456-132 |
| (Zufluss aus der Wolfsklinge)          | links  | 6,4   | Illingen oberhalb          | 235                   | 1,8         | ca. 01,8   | 238456-14  |
| Sulzbach                               | links  | 4,3   | Illingen Westrand          | 228                   | 3,2         | ca. 03,4   | 238456-16  |
| Erbbach                                | links  | 3,2   | Illingen Dorfmitte         | 223                   | 3,1         | ca. 03,3   | 238456-18  |
| (Bach von der K 4507)                  | rechts | 3,0   | Illingen Südrand           | 222                   | 0,9         | ca. 00,6   | 238456-192 |
| (Feldweggraben am Nordosthang des Lug) | rechts | 2,5   | Illingen Südrand           | 221                   | 0,6         | ca. 00,2   | 238456-194 |
| Glattbach                              | links  | 0,6   | Vaihingen Westrand         | 209                   | 8,1         | ca. 14,7   | 238456-2   |

### LUBW
Amtliche Online-Gewässerkarte mit passendem Ausschnitt und den hier benutzten Layern: Lauf und Einzugsgebiet der Schmie

Allgemeiner Einstieg ohne Voreinstellungen und Layer: Daten- und Kartendienst der Landesanstalt für Umwelt Baden-Württemberg (LUBW) (Hinweise)
1. 1 2  Höhe nach dem Höhenlinienbild auf dem Hintergrundlayer Topographische Karte.
2. ↑  Höhe nach blauer Beschriftung auf dem Hintergrundlayer Topographische Karte.
3. ↑  Länge nach dem Layer Gewässernetz (AWGN) mit zusätzlich abgemessen auf dem Hintergrundlayer Topographische Karte dem dort längeren linken Oberlauf abzüglich des ebenfalls angemessenen kürzeren linken an einem Waldteich, beide gleichermaßen unbeständig.
4. 1 2  Einzugsgebiet aufsummiert aus den Teileinzugsgebieten nach dem Layer Basiseinzugsgebiet (AWGN).
5. ↑  Stationierung nach dem Layer Gewässernetz (AWGN).
6. ↑  Länge nach dem Layer Gewässernetz (AWGN).
7. ↑  Einzugsgebiet nach dem Layer Basiseinzugsgebiet (AWGN).
8. ↑  Einzugsgebiet abgemessen auf dem Hintergrundlayer Topographische Karte.

### Andere Belege
1. ↑  Friedrich Huttenlocher, Hansjörg Dongus: Geographische Landesaufnahme: Die naturräumlichen Einheiten auf Blatt 170 Stuttgart. Bundesanstalt für Landeskunde, Bad Godesberg 1949, überarbeitet 1967. → Online-Karte (PDF; 4,0 MB)
2. ↑  Friedrich Wissmann: Das Ortsbuch von Lienzingen (Kreis Vaihingen, Enz). Hrsg. zum 1200-Jahr-Jubiläum von der Gemeinde. Ludwigsburg 1970, S. 351.
3. ↑  Andreas Butz: Von den ersten Siedlungsspuren bis zum 18. Jahrhundert. In: 766-2016: 1250 Jahre Lienzingen (Hrsg. Stadt Mühlacker). verlag regionalkultur Heidelberg 2016, S. 74
4. ↑  Albrecht Greule: Deutsches Gewässernamenbuch. Walter de Gruyter, Berlin / Boston 2014, ISBN 978-3-11-057891-1, S. 476, „Schmie/Schmiech/-a/-en“ (Auszug in der Google-Buchsuche).